# 野本品吉

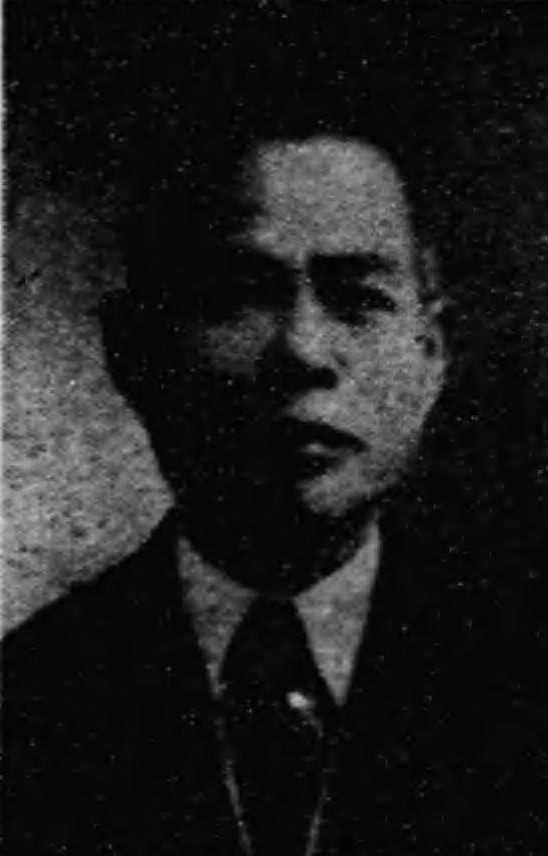
野本品吉

野本 品吉（のもと しなきち、1893年3月15日 - 1968年1月28日）は、日本の政治家。衆議院議員（1期）、参議院議員（2期）。日本退職公務員連盟会長。国民党、国民協同党、自由民主党を渡り歩いた。協同組合主義者。

## 来歴
群馬県出身。1913年群馬県師範学校本科第二部卒業。群馬の小学校校長、青年学校長、視学を歴任。1946年、第22回衆議院議員総選挙に群馬県選挙区から無所属で出馬し、当選。その後、早川崇、笹森順造らとともに中道政治の実現を目指し、国民党結成に参画し、中央常任委員に就任した。のちに三木武夫、岡田勢一らとともに国民協同党に所属した。1947年、第23回衆議院議員総選挙にて群馬県第2区から国民協同党公認で再び出馬し、社会党の和田操らを抑えて定数3のところ、3位で当選した。1949年の第24回衆議院議員総選挙では、長谷川四郎らに押し出される形で落選。1953年、第3回参議院議員通常選挙の全国区で当選。1959年の第5回参議院議員通常選挙でも全国区で当選した。1965年の第7回参議院議員通常選挙には出ず、政界引退。同年秋の叙勲で勲二等瑞宝章受章（勲六等からの昇叙）。
国会議員としては、参議院文教委員長、参議院法務委員長、参議院自民党政策審議会副会長を歴任した。また、第2次池田第2次改造内閣で法務政務次官に就任した。 
1968年1月28日死去、74歳。死没日をもって正七位から正四位に叙され、銀杯一組を賜った。